# Христо Янков (зограф)
Вижте пояснителната страница за други личности с името Христо Янков.
Христо Янков е български зограф, представител на Дебърската художествена школа.

## Биография
Христо Янков е роден в дебърското село Сушица, Западна Македония. Учи при баща си Янко, който също е зограф. Установява се в Пирот и работи из околностите. Негови творби има в църквите в селата Костур, Станянци, Смиловци, Поклещица, Расница, Кална, Драшница, манастира „Свети Кирик и Юлита“ и други.
Умира в Пирот в 1911 година.